# Val di Vizze
Val di Vizze (Pfitsch in tedesco) è una valle e un comune italiano di 3 100 abitanti della provincia autonoma di Bolzano in Trentino-Alto Adige.
Si trova nel comprensorio dell'Alta Valle Isarco, poco distante dal capoluogo Vipiteno. Il nome del comune deriva dal nome della valle, appunto "Val di Vizze" (Pfitscher Tal), che da Vipiteno si addentra fino al passo di Vizze.

## Geografia fisica

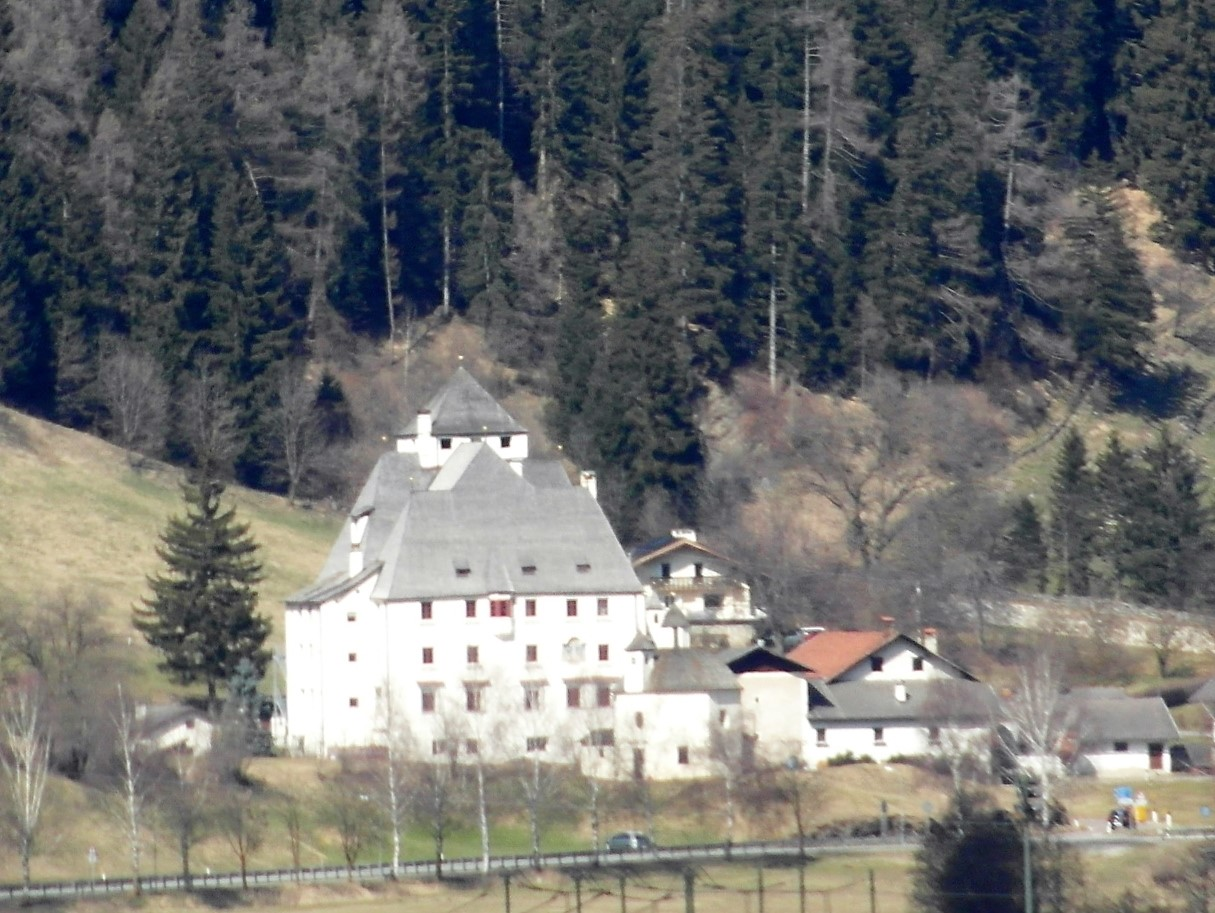
Il Castel Moos

La val di Vizze appartiene alle tipiche alte valli delle Alpi centrali. Circondata da catene montuose, inizia presso la città di Vipiteno e si dirige a nord-est, inoltrandosi per 36 chilometri nelle alpi della Zillertal, fino al Passo di Vizze (Pfitscher Joch), 2248 m, il quale forma un'ampia sella tra la Tuxer Kamm a ovest e il massiccio del Gran Pilastro (Hochfeiler) a est.
Nella zona di passo Vizze si trovano ricchi giacimenti minerari (argento, rame e piombo). Sin dall'antichità il passo è stato un'importante via di comunicazione per l'accesso alla Zillertal. All'inizio della valle si trova il castel Moos, che oggi ospita una casa di riposo. Nel territorio comunale si trovano il biotopo Palude Lago di Vizze e il biotopo Sanderau.

## Origini del nome
Il toponimo è attestato come "Phize" nel 1186 e come "Vitsch" nel 1288 e deriva probabilmente dal latino ficta ("palo infitto") su cui ha influito il tedesco Pfutze ("pozza"); secondo un'altra ipotesi deriverebbe direttamente dal termine germanico pits ("pozzo").

## Storia
Il luogo era abitato fin dal tempo dei Romani. Già nel 600 d.C. erano presenti abitanti nelle frazioni di Flaines (Flains) e Tulves (Tulfer). La prima menzione documentata si trova in un atto di donazione dell'anno 827 d.C.
Circa cento anni dopo, nell'anno 1186, in un documento papale vengono menzionati anche le altre frazioni e paesi. Al comune appartennero sino al 1920, anche la Zamser Tal e il Schlegeisgrund, oltre l'odierno confine austriaco. Nei pressi di Wieden, si trova lo sbarramento di Saletto, uno degli sbarramenti del Vallo alpino in Alto Adige.
Presso la località di Avenes (Afens) era in progetto la costruzione di una finestra del tunnel d'accesso laterale del galleria di base del Brennero. In seguito a delle polemiche che la popolazione stava sollevando, in quanto contraria al progetto, si è proceduto con l'annullamento dei lavori.

### Simboli
Lo stemma è troncato di nero e di verde: nel primo alla drusa di cristallo di rocca a tre punte divergenti al naturale; nel secondo un ferro di cavallo d'argento. Il cristallo si riferisce all'industria mineraria ed alla roccia scistosa; il ferro di cavallo è ripreso dal blasone dei Signori di Trautson (d'azzurro, al ferro di cavallo d'argento) che avevano potere giurisdizionale; il verde simboleggia il paese Prati (Wiesen). Lo stemma è stato adottato il 26 maggio 1969.

## Monumenti e luoghi d'interesse
- Chiesa di San Nicolò, parrocchiale nella frazione di Caminata.
- Chiesa di San Giacomo Maggiore Apostolo, parrocchiale nella frazione di San Giacomo.
- Chiesa della Santa Croce, parrocchiale nella frazione di Prati.

## Società

### Ripartizione linguistica
La popolazione è in maggioranza di madrelingua tedesca, anche se non manca una minoranza italiana:
| %      | Ripartizione linguistica (gruppi principali) |
| ------ | -------------------------------------------- |
| 87,22% | madrelingua tedesca                          |
| 12,60% | madrelingua italiana                         |
| 0,18%  | madrelingua ladina                           |

### Evoluzione demografica
Abitanti censiti

## Amministrazione
La sede municipale si trova nella frazione di Prati (Wiesen), all'imbocco della valle. Di seguito la cronotassi degli amministratori comunali succedutisi nel comune (lista completa) e nelle unità amministrative previgenti (soli podestà).
Ex-comune di Vizze
| Periodo | Periodo | Primo cittadino  | Partito                    | Carica  | Note |
| ------- | ------- | ---------------- | -------------------------- | ------- | ---- |
| 1926    | 1929    | Giuseppe Vandoni | Partito Nazionale Fascista | Podestà |      |
| 1929    | 1930    | Lodovico Merelli | Partito Nazionale Fascista | Podestà |      |
| 1930    | 1931    | Manlio Trabalza  | Partito Nazionale Fascista | Podestà |      |

Ex-comune di Prati
| Periodo | Periodo | Primo cittadino     | Partito                    | Carica  | Note |
| ------- | ------- | ------------------- | -------------------------- | ------- | ---- |
| 1926    | 1928    | Johann Weissteiner  | Partito Nazionale Fascista | Podestà |      |
| 1928    | 1929    | Leopoldo Traversi   | Partito Nazionale Fascista | Podestà |      |
| 1929    | 1930    | Leonardo Magi       | Partito Nazionale Fascista | Podestà |      |
| 1930    | 1931    | Achille de Cadillac | Partito Nazionale Fascista | Podestà |      |

Nel 1931 i comuni di Prati e di Vizze sono stati uniti nel comune di Val di Vizze
| Periodo | Periodo   | Primo cittadino      | Partito                               | Carica      | Note |
| ------- | --------- | -------------------- | ------------------------------------- | ----------- | ---- |
| 1931    | 1938      | Achille de Cadillac  | Partito Nazionale Fascista            | Podestà     |      |
| 1938    | 1940      | Francesco del Chicca | Partito Nazionale Fascista            | Podestà     |      |
| 1940    | 1943      | Enrico Schievano     | Partito Nazionale Fascista            | Podestà     |      |
| 1943    | 1944      | Alois Kortleitner    | Nominato dal governo militare nazista | Commissario |      |
| 1945    | 1977      | Johann Bacher        | Südtiroler Volkspartei                | Sindaco     |      |
| 1977    | 2000      | Johann Pupp          | Südtiroler Volkspartei                | Sindaco     |      |
| 2000    | 2005      | Johann Frei          | Südtiroler Volkspartei                | Sindaco     |      |
| 2005    | 2010      | Johann Frei          | Südtiroler Volkspartei                | Sindaco     |      |
| 2010    | 2015      | Johann Frei          | Südtiroler Volkspartei                | Sindaco     |      |
| 2015    | in carica | Stefan Gufler        | Südtiroler Volkspartei                | Sindaco     |      |